# Cursi
Cursi is een gemeente in de Italiaanse provincie Lecce (regio Apulië) en telt 4165 inwoners (31-12-2004). De oppervlakte bedraagt 8,2 km², de bevolkingsdichtheid is 508 inwoners per km².

## Demografie
Cursi telt ongeveer 1455 huishoudens. Het aantal inwoners daalde in de periode 1991-2001 met 1,6% volgens cijfers uit de tienjaarlijkse volkstellingen van ISTAT.
| Jaar | Inwoneraantal |
| ---- | ------------- |
| 1991 | 4190          |
| 2001 | 4122          |

## Geografie
Cursi grenst aan de volgende gemeenten: Bagnolo del Salento, Castrignano de' Greci, Maglie, Melpignano.